# Schweizer Helden
Schweizer Helden è un film del 2014 diretto da Peter Luisi.